# 黑线仓鼠
黑线仓鼠（学名：Cricetulus barabensis）为仓鼠科仓鼠属的动物。在中国大陆，分布于江苏、黑龙江、安徽、内蒙古、河南、河北、山东、吉林、宁夏、陕西、辽宁、山西、甘肃等地，常见于森林、草原、半荒漠、耕地。该物种的模式产地在西伯利亚巴尔瑙尔附近。

## 亚种
- 黑线仓鼠长春亚种（学名：Cricetulus barabensis fumatus），Thomas于1909年命名。分布于黑龙江（东部）、吉林（东部）等地。该物种的模式产地在吉林省长春市。[2]
- 黑线仓鼠宣化亚种（学名：Cricetulus barabensis griseus），Milne-Edwards于1867年命名。分布于安徽、河南、河北、山东、山西、江苏、辽宁等地。该物种的模式产地在河北省张家口市宣化区。[3]
- 黑线仓鼠三江平原亚种（学名：Cricetulus barabensis manchuricus），Mori于1930年命名。分布于黑龙江（三江平原）等地。该物种的模式产地在黑龙江省哈尔滨市。[4]
- 黑线仓鼠萨拉齐亚种（学名：Cricetulus barabensis obscurus），Milne-Edwards于1867年命名。分布于甘肃、陕西、宁夏、内蒙古、山西等地。该物种的模式产地在内蒙古自治区土默特右旗。[5]
- 黑线仓鼠兴安岭亚种（学名：Cricetulus barabensis xinganensis），Wang于1980年命名。分布于黑龙江（北部）等地。该物种的模式产地在内蒙古自治区莫力达瓦达斡尔族自治旗。[6]